# Lekkoatletyka na Letniej Uniwersjadzie 1991
Lekkoatletyka na Letniej Uniwersjadzie 1991 – zawody lekkoatletyczne rozegrane na Don Valley Stadium w Sheffield w lipcu 1991 roku. Reprezentanci Polski zdobyli cztery medale, w tym jeden złoty.

## Rezultaty

### Mężczyźni
| Konkurencja                   | Złoto                                                                         | Wynik    | Srebro                                                                            | Wynik    | Brąz                                                                                | Wynik    |
| Bieg na 100 m                 | Michael Bates                                                                 | 10,17    | Boris Goins                                                                       | 10,34    | Steve Gookey                                                                        | 10,39    |
| Bieg na 200 m                 | Jon Drummond                                                                  | 20,58    | Daniel Effiong                                                                    | 20,69    | Patrick Stevens                                                                     | 20,99    |
| Bieg na 400 m                 | Patrick O’Connor                                                              | 45,52    | Benyounés Lahlou                                                                  | 45,55    | Marlin Cannon                                                                       | 45,78    |
| Bieg na 800 m                 | Giuseppe D’Urso                                                               | 1:46,82  | Dean Kenneally Curtis Robb                                                        | 1:46,88  | –                                                                                   | –        |
| Bieg na 1500 m                | Niall Bruton                                                                  | 3:50,69  | Davide Tirelli                                                                    | 3:50,79  | Juan Viudes                                                                         | 3:51,22  |
| Bieg na 5000 m                | John Mayock                                                                   | 13:39,25 | David Evans Peter Sherry                                                          | 13:39,41 | –                                                                                   | –        |
| Bieg na 10 000 m              | Stephan Freigang                                                              | 28:15,84 | Ryuki Takei                                                                       | 28:17,02 | Mogambi Otwori                                                                      | 28:18,91 |
| Maraton                       | Hwang Young-cho                                                               | 2:12:40  | Kenjiru Jitsui                                                                    | 2:14:22  | Choi Hyong-chol                                                                     | 2:17,45  |
| Bieg na 110 m przez płotki    | Elbert Ellis                                                                  | 13,83    | Jerry Roney                                                                       | 13,83    | Dmitrij Buldow                                                                      | 13,85    |
| Bieg na 400 m przez płotki    | Derrick Adkins                                                                | 49,01    | Yoshihiko Saito                                                                   | 50,02    | Ołeh Twerdochlib                                                                    | 50,09    |
| Bieg na 3000 m z przeszkodami | Shaun Creighton                                                               | 8:32,30  | Akira Nakamura                                                                    | 8:33,50  | Gavin Gaynor                                                                        | 8:34,21  |
| Sztafeta 4 × 100 m            | Stany Zjednoczone · Jon Drummond · Boris Goins · Michael Bates · James Trapp  | 39,10    | Sierra Leone · Joselyn Thomas · Horace Dove-Edwin · Benjamin Grant · Sanusi Turay | 39,88    | Belgia · David Branle · Jeroen Fischer · Stefaan Allemeersch · Patrick Stevens      | 40,05    |
| Sztafeta 4 × 400 m            | Stany Zjednoczone · Chuck Wilson · Marlin Cannon · Brian Irvin · Gabriel Luke | 3:03,65  | Jamajka · Linval Laird · Evon Clarke · Howard Davis · Patrick O’Connor            | 3:05,93  | Włochy · Marcello Pantone · Gianrico Boncompagni · Riccardo Cardone · Vito Petrella | 3:07,54  |
| Chód na 20 km                 | Robert Korzeniowski                                                           | 1:24:37  | Jaime Barroso                                                                     | 1:25:01  | Arturo Di Mezza                                                                     | 1:25,09  |
| Skok wzwyż                    | Hollis Conway                                                                 | 2,37     | Arturo Ortiz                                                                      | 2,31     | Jurij Serhijenko                                                                    | 2,25     |
| Skok o tyczce                 | István Bagyula                                                                | 5,80     | Bill Payne                                                                        | 5,60     | Piotr Boczkariow                                                                    | 5,60     |
| Skok w dal                    | Alan Turner                                                                   | 8,18 w   | George Ogbeide                                                                    | 8,08     | Bogdan Tudor                                                                        | 8,01     |
| Trójskok                      | Brian Wellman                                                                 | 17,07    | Chen Yanping                                                                      | 16,97    | Wu Lijun                                                                            | 16,72 w  |
| Pchnięcie kulą                | Ołeksandr Kłymenko                                                            | 19,35    | Matt Simson                                                                       | 19,07    | Jordan Reynolds                                                                     | 19,01    |
| Rzut dyskiem                  | Adewale Olukoju                                                               | 61,48    | Anthony Washington                                                                | 61,46    | Alexis Elizalde                                                                     | 59,04    |
| Rzut młotem                   | Ken Flax                                                                      | 76,46    | Walerij Gubkin                                                                    | 76,28    | Heinz Weis                                                                          | 75,62    |
| Rzut oszczepem                | Steve Backley                                                                 | 87,42    | Władimir Owczinnikow                                                              | 80,60    | Knut Hempel                                                                         | 77,90    |
| Dziesięciobój                 | Steve Fritz                                                                   | 8079 pkt | Kris Szabadhegy                                                                   | 7719 pkt | Anthony Brannen                                                                     | 7656 pkt |

### Kobiety
| Konkurencja                | Złoto                                                                             |          | Srebro                                                                               |          | Brąz                                                                         |          |
| Bieg na 100 m              | Chryste Gaines                                                                    | 11,27    | Anita Howard                                                                         | 11,45    | Sølvi Olsen                                                                  | 11,61    |
| Bieg na 200 m              | Wang Huei-chen                                                                    | 23,22    | Sølvi Olsen                                                                          | 23,41    | Michelle Collins                                                             | 23,47    |
| Bieg na 400 m              | Maicel Malone                                                                     | 50,65    | Gretha Tromp                                                                         | 52,06    | Galina Moskwina                                                              | 52,34    |
| Bieg na 800 m              | Inna Jewsejewa                                                                    | 1:59,80  | Gabriela Lesch                                                                       | 2:00,97  | Jasmin Jones                                                                 | 2:02,00  |
| Bieg na 1500 m             | Sonia O’Sullivan                                                                  | 4:12,14  | Iulia Besliu                                                                         | 4:12,24  | Qu Yunxia                                                                    | 4:12,43  |
| Bieg na 3000 m             | Iulia Besliu                                                                      | 8:55,42  | Sonia O’Sullivan                                                                     | 8:56,35  | Zita Ágoston                                                                 | 9:01,09  |
| Bieg na 10 000 m           | Anne Marie Letko                                                                  | 32:36,87 | Suzana Ćirić                                                                         | 32:37,94 | Olga Nazarkina                                                               | 32:40,83 |
| Maraton                    | Miyako Iwai                                                                       | 2:36:27  | Kim Yen-ku                                                                           | 2:37:58  | Marija Doskocz                                                               | 2:38:48  |
| Bieg na 100 m przez płotki | Marina Aziabina                                                                   | 12,95    | Mary Cobb                                                                            | 13,19    | Keri Maddox                                                                  | 13,32    |
| Bieg na 400 m przez płotki | Gretha Tromp                                                                      | 55,30    | Nicoleta Căruțașu                                                                    | 56,07    | Anna Czuprina                                                                | 56,74    |
| Sztafeta 4 × 100 m         | Stany Zjednoczone · Andrea James · Tamela Saldana · Chryste Gaines · Anita Howard | 44,45    | Wielka Brytania · Rachel Kirby · Louise Stuart · Melanie Neef · Christine Bloomfield | 44,97    | Włochy · Annarita Balzani · Laura Galligani · Cristina Picchi · Lara Sinico  | 45,24    |
| Sztafeta 4 × 400 m         | Stany Zjednoczone · Keisha Demas · Tasha Downing · Teri Smith · Maicel Malone     | 3:27,93  | ZSRR · Jelena Goleszewa · Inna Jewsejewa · Galina Moskwina · Anna Czuprina           | 3:29,64  | Polska · Barbara Grzywocz · Agata Sadurska · Monika Warnicka · Sylwia Pachut | 3:35,03  |
| Chód na 10 km              | Sari Essayah                                                                      | 44:04    | Chen Yueling                                                                         | 44:33    | Annarita Sidoti                                                              | 45:10    |
| Skok wzwyż                 | Alison Inverarity                                                                 | 1,92     | Swietłana Ławrowa                                                                    | 1,92     | Tisha Waller                                                                 | 1,90     |
| Skok w dal                 | Inesa Kraweć                                                                      | 6,87     | Fiona May                                                                            | 6,67     | Ołena Chłopotnowa                                                            | 6,60 w   |
| Trójskok                   | Li Huirong                                                                        | 14,20    | Ołena Semiraz                                                                        | 13,75    | Li Jing                                                                      | 13,63 w  |
| Pchnięcie kulą             | Swietłana Kriwielowa                                                              | 19,62    | Zhou Tianhua                                                                         | 19,23    | Agnes Deselaers                                                              | 17,32    |
| Rzut dyskiem               | Xiao Yanling                                                                      | 64,36    | Qiu Qiaoping                                                                         | 62,40    | Antonina Patoka                                                              | 62,22    |
| Rzut oszczepem             | Tatjana Szykolenko                                                                | 63,56    | Isel López                                                                           | 62,32    | Paula Berry                                                                  | 58,28    |
| Siedmiobój                 | Birgit Clarius                                                                    | 6419     | Urszula Włodarczyk                                                                   | 6319 pkt | Maria Kamrowska                                                              | 6279 pkt |